# Marianne Klaar
Marianne Klaar (* 20. Oktober 1905 in Charlottenburg bei Berlin; † 1994) war eine deutsche Übersetzerin und Sammlerin griechischer Volkslieder und Volksliteratur. Sie gilt als eine der letzten Feldforscherinnen auf dem Gebiet der Märchen.

## Leben
Marianne Klaar wurde 1905 als Tochter des Theaterkritikers und -historikers Alfred Klaar und dessen zweiter Ehefrau, der Schauspielerin Paula Eberty, in Charlottenburg geboren. Sie lernte mehrere Sprachen, darunter Alt- und Neugriechisch, und lebte 1934 bis 1942 erstmals in Griechenland, bevor sie kriegsbedingt nach Deutschland zurückkehren musste. Sie übersetzte unter anderem für die Byzantinisch-Neugriechischen Jahrbücher. Neben verschiedener neugriechischer Literatur übertrug sie hier auch Klephtenlieder (Volkslieder griechischer Freiheitskämpfer) aus der Sammlung des Volkskundlers Nikólas Polítis. Es folgten bald selbst gesammelte Volkslieder, die 1938 zusammen als Beiheft der Zeitschrift erschienen. Auf Anhalten ihres Verlegers Diether Röth begann sie Volksmärchen in Griechenland zu sammeln und dabei auch Informationen über ihre Gewährsleute akribisch zu dokumentieren. Dafür lebte sie viele Jahre unter griechischen Hirten, Fischern, Bauern und Gelehrten. Sie sammelte auch unter griechischen Gastarbeitern in Deutschland. Ihre Märchen- und Legendensammlungen publizierte sie in mehreren Bänden im Röth-Verlag.
Aufgrund ihrer Bemühungen um die griechischen Gastarbeiter wurde sie 1983 mit dem deutschen Bundesverdienstkreuz ausgezeichnet. Drei Jahre später erhielt sie als allererste Person den Märchenpreis der Märchen-Stiftung Walter-Kahn.

## Auszeichnungen
- 1983: Bundesverdienstkreuz (Verdienstmedaille)
- 1986: Europäischer Märchenpreis der Märchenstiftung Walter-Kahn[5]

## Schriften

### Autorin
- Grabbe und Heine in Berlin. Meyer, Detmold 1931
- Klephtenkrieg Athen. Verl. d. Byzant.-neugriech. Jahrbücher, 1938
- Die gastliche Stadt. Pattloch, Aschaffenburg 1947

### Herausgeberschaften und Mitwirkung
- Christos und das verschenkte Brot. Röth, Kassel 1963
- Tochter des Zitronenbaums Kassel. Röth, Kassel 1970
- Die Reise im goldenen Schiff Kassel. Röth, Kassel 1977
- Die Pantöffelchen der Nereide. Röth, Kassel 1987